# George W. McBride

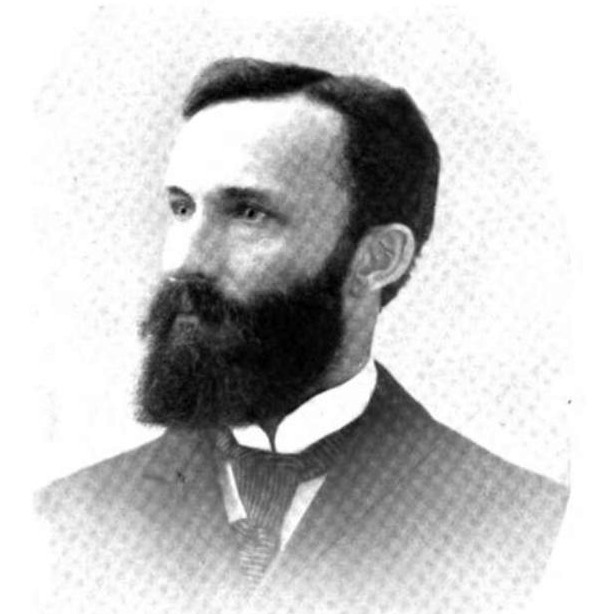
George W. McBride

George Wycliffe McBride (* 13. März 1854 bei Lafayette, Oregon; † 18. Juni 1911 in Portland, Oregon) war ein US-amerikanischer Politiker (Republikanische Partei), der den Bundesstaat Oregon im US-Senat vertrat.

## Herkunft und früher Werdegang
George McBride war der Sohn von James McBride, der als Abgeordneter dem Parlament des Oregon-Territoriums angehörte und von 1863 bis 1866 Botschafter der Vereinigten Staaten im Königreich Hawaiʻi war. James McBride und seine Frau Mahalia hatten insgesamt 14 Kinder, darunter der 1832 geborene John, der ebenfalls Politiker wurde und von 1863 bis 1865 für Oregon im Repräsentantenhaus der Vereinigten Staaten saß. Thomas, ein weiterer älterer Bruder, amtierte zwischen 1913 und 1927 mehrfach als Oberster Richter des Staates Oregon.
Nach dem Besuch der öffentlichen Schulen seiner Heimat schrieb sich George McBride zunächst an der Willamette University in Salem; nach einem Jahr wechselte er auf das Christian College in Monmouth, wo er zwei weitere Studienjahre verbrachte. Schließlich begann er eine Ausbildung in den Rechtswissenschaften und wurde auch in die Anwaltskammer aufgenommen; jedoch praktizierte er niemals als Jurist. Stattdessen betätigte er sich in den folgenden Jahren im kaufmännischen Gewerbe in der Stadt St. Helens.

## Politische Laufbahn
Im Jahr 1882 begann McBrides politische Laufbahn mit der Wahl ins Repräsentantenhaus von Oregon, wo er das Columbia County vertrat. Er wurde als Nachfolger von Zenas Ferry Moody zum Speaker der Parlamentskammer gewählt und blieb dies bis 1884. Danach übte er vom 10. Januar 1887 bis zum 14. Januar 1895 das Amt des Secretary of State in der Staatsregierung von Oregon aus. Am 23. Februar desselben Jahres wählte die Oregon Legislative Assembly ihn zum US-Senator, woraufhin er sein Mandat in Washington, D.C. ab dem 4. März 1895 wahrnahm. McBride absolvierte eine sechsjährige Amtsperiode im Senat, wo er unter anderem Vorsitzender des Committee on Transportation Routes to the Seaboard war. Außerdem saß er im Ausschuss zur Küstenverteidigung. McBride, der als erster in Oregon geborener Politiker seinen Staat im US-Senat vertrat, wurde im Jahr 1900 nicht erneut von seiner Partei nominiert und musste sein Mandat am 3. März 1901 an den an seiner Stelle für die Republikaner kandidierenden John H. Mitchell abtreten.
Im Jahr 1904 wurde McBride zum Bundesbeauftragten für die Louisiana Purchase Exposition, die Weltausstellung in St. Louis, ernannt. Später war er noch als Repräsentant der Western Pacific Railroad in Kalifornien tätig. Er starb 1911 in Portland; seine Asche wurde nach einer Kremation in St. Helens bestattet.